# EDSA Revolutionen
EDSA Revolutionen eller People Power Revolution var en fredelige revolution og historisk begivenhed, der skete på Filippinerne i 1986. 
Revolutionen er også kendt som den filippinske revolution i 1986 og den gule revolution. 
Denne revolution førte til afgang for præsident Ferdinand Marcos.